# Dawn (film 1928)
Dawn è un film muto del 1928 diretto da Herbert Wilcox.
È un film biografico dedicato alla vita di Edith Cavell, l'infermiera fucilata dai tedeschi durante la prima guerra mondiale per aver aiutato duecento militari alleati a fuggire dal Belgio occupato. La vicenda di Edith Cavell era già stata portata sullo schermo nel 1915 con il film Nurse and Martyr di Percy Moran e, nel 1918, da John G. Adolfi con The Woman the Germans Shot. Herbert Wilcox ne rifarà nel 1939 una versione parlata con La storia d'Edith Cavell con Anna Neagle nel ruolo di Edith Cavell.

## Trama
1914. A Bruxelles, nel Belgio invaso dai tedeschi all'inizio della Grande guerra, l'infermiera britannica Edith Cavell, dopo aver organizzato con successo la fuga dal paese del giovane Jacques Rappard – soldato catturato dagli invasori ma evaso dal carcere militare delle forze d'occupazione -, riesce a mettere in piedi un'organizzazione clandestina che si propone di prestare soccorso ai prigionieri di guerra, ferocemente ricercati dalle truppe d'invasione e non certo passibili di subire da parte del nemico un trattamento equo.
L'organizzazione di Edith Cavell riesce in breve tempo a porre in salvo efficacemente svariati militari fuggiaschi, grazie all'aiuto di alcuni suoi conoscenti e di persone notabili della città, fra le quali Ada Bodart e suo figlio Philippe, ancora adolescente, o la signora Pitou – gestrice di un'impresa che esercitava, con le sue chiatte, un certo traffico fluviale a partire dalla poco distante cittadina di Malines -, sulle cui imbarcazioni i fuggitivi, abilmente camuffati, raggiungevano Anversa e, da là, i neutrali Paesi Bassi.
Ma uno dei prigionieri di guerra aiutati dalla Cavell, ricatturato in frontiera dagli invasori, rivela agli occupanti il ruolo della valorosa infermiera: nell'autunno del 1915 gli uomini del tedesco Moritz von Bissing, - governatore generale dei territori occupati del Belgio – riescono ad arrestare Edith e diversi dei suoi collaboratori.
Nonostante le proteste e i tentativi di intermediazione di Brand Whitlock, ambasciatore degli Stati Uniti d'America (paese ancora non entrato in guerra), la corte marziale condanna l'infermiera: davanti al plotone d'esecuzione la Cavell affronta la morte con dignità, coraggio e fede, così come aveva affrontato la vita.

## Produzione
Il film fu prodotto dalla Herbert Wilcox Productions per British & Dominions Film Corporation

## Distribuzione
Distribuito dalla Woolf & Freedman Film Service, il film uscì nelle sale cinematografiche del Regno Unito il 1º marzo 1928. In Giappone, venne distribuito il 1º settembre 1931, in Finlandia il 4 gennaio 1932. Negli USA, il film venne distribuito dalla Selwyn.